# Маккук (Іллінойс)
Маккук (англ. McCook) — селище (англ. village) в США, в окрузі Кук штату Іллінойс. Населення — 249 осіб (2020).

## Географія
Маккук розташований за координатами 41°47′54″ пн. ш. 87°50′30″ зх. д. / 41.79833° пн. ш. 87.84167° зх. д. (41.798377, -87.841606).  За даними Бюро перепису населення США в 2010 році селище мало площу 6,83 км², з яких 6,77 км² — суходіл та 0,05 км² — водойми.

## Демографія
Згідно з переписом 2010 року, у селищі мешкало 228 осіб у 103 домогосподарствах у складі 62 родин. Густота населення становила 33 особи/км².  Було 115 помешкань (17/км²).
Расовий склад населення:
| - 83,8 % — білих - 14,0 % — осіб інших рас |

До двох чи більше рас належало 2,2 %. Частка іспаномовних становила 28,5 % від усіх жителів.
За віковим діапазоном населення розподілялося таким чином: 18,4 % — особи молодші 18 років, 62,3 % — особи у віці 18—64 років, 19,3 % — особи у віці 65 років та старші. Медіана віку мешканця становила 45,0 року. На 100 осіб жіночої статі у селищі припадало 90,0 чоловіків;  на 100 жінок у віці від 18 років та старших — 87,9 чоловіків також старших 18 років.
Середній дохід на одне домашнє господарство  становив 53 113 долари США (медіана — 43 750), а середній дохід на одну сім'ю — 62 240 доларів (медіана — 56 667). За межею бідності перебувало 8,7 % осіб, у тому числі 0,0 % дітей у віці до 18 років та 2,7 % осіб у віці 65 років та старших.
Цивільне працевлаштоване населення становило 98 осіб. Основні галузі зайнятості: освіта, охорона здоров'я та соціальна допомога — 22,4 %, виробництво — 15,3 %, публічна адміністрація — 12,2 %, мистецтво, розваги та відпочинок — 10,2 %.